# Entrez

Logo của Entrez

Hệ thống tìm kiếm truy vấn cơ sở dữ liệu tương hỗ toàn cầu Entrez cho phép tiếp cận các cơ sở dữ liệu tại trang web NCBI (National Center for Biotechnology Information). NCBI trực thuộc Thư viện Y khoa Quốc gia Hoa Kỳ (National Library of Medicine, NLM), đồng thời là một cơ quan của Các viện Y tế Quốc gia Hoa Kỳ (National Institutes of Health, NIH).

## Tìm kiếm
Entrez là một cỗ máy tìm kiếm rất mạnh, có thể truy cập bất cứ cơ sở dữ liệu nào của NCBI, bao gồm:
- Medline - tư liệu từ các tạp chí khoa học (chủ yếu là ngành y), thường bao gồm bản tóm tắt. Medline liên kết đến PubMed Central và các nguồn tư liệu khác những năm 1990.
- PubChem, một cơ sở dữ liệu về các cấu trúc hóa học, đặc tính và vai trò sinh học của các hợp chất hóa học và các chất nói chung.
- Sequence
- Mapping
- Taxonomy
- Structural data.
- Một số sách giáo khoa được cung cấp trực tuyến.

Hệ thống Entrez có thể hiển thị các chuỗi gene và protein cũng như bản đồ nhiễm sắc thể. Entrez còn tìm ra các chuỗi tương đồng, các cấu trúc và các tham khảo. Entrez cũng cho phép tiếp cận cùng lúc đến tất cả các cơ sở dữ liệu của nó.

## Genbank
Từ năm 1992, NCBI đã có trách nhiệm cung cấp cơ sở dữ liệu chuỗi DNA GenBank. GenBank phối hợp với các phòng thí nghiệm và các cơ sở dữ liệu về các chuỗi sinh học như Phòng thí nghiệm sinh học phân tử châu Âu, Cơ sở dữ liệu DNA Nhật Bản.
Cũng từ năm 1992, NCBI dần phát triển để cung cấp các cơ sở dữ liệu khác ngoài GenBank. NCBI còn có Online Mendelian Inheritance in Man, Cơ sở dữ liệu tạo mẫu phân tử (Molecular Modeling Database (Cấu trúc 3 chiều của các protein), Tập hợp chuỗi gene người duy nhất (Unique Human Gene Sequence Collection), một bản đồ gene của bộ gene người (human genome), một trình duyệt phân loại (Taxonomy Browser), và phối hợp với Viện Ung thư Quốc gia Hoa Kỳ (National Cancer Institute) để thực hiện Dự án Giải phẫu bộ gene Ung thư (Cancer Genome Anatomy Project).
Các công cụ phần mềm NCBI đều có thể được tiếp cận thông qua WWW hoặc FTP. Thí dụ BLAST, một chương trình tìm kiếm sự giống nhau giữa các chuỗi. BLAST có thể so sánh các chuỗi với cơ sở dữ liệu GenBank DNA tròng vòng không đầy 15 giây.

## Danh mục NLM
Danh mục NLM cung cấp đường tiếp cận đến các dữ liệu thư viện NLM bao gồm trên 1.2 triệu tạp chí, sách, tư liệu nghe nhìn, phần mềm máy tính, các tài nguyên điện tử, và các học liệu khác thông qua hệ thống tìm kiếm NCBI Entrez. Được cập nhật hằng ngày (trừ ngày nghỉ), danh mục NLM còn là một trong những giao diện tìm kiếm cho những tư liệu lưu trong LocatorPlus.